# ワンチャン僕の女神様っ
「ワンチャン僕の女神様っ!!!」は、ぽこたの5枚目のシングル。2015年8月19日に よしもとアール・アンド・シーから発売された。

## 概要
プロデューサーにドワンゴ取締役CCOの横澤大輔、ディレクターに安保一生を迎え、振付はエグスプロージョンが担当しMVにも出演している。

## 収録曲
作詞：ぽこた
1. ワンチャン僕の女神様っ!!! （ミュージックビデオ（公式） - YouTube） [3:46] 
作曲：Yippee、編曲：前田逸平
TVS「モテ福」エンディング・テーマ
2. コトノ華 [4:06] 
作曲：石田寛朗、編曲：前田逸平
3. セレンディピティ [4:14] 
作曲：ぽこた、編曲：真鍋旺嵩・中沢昭宏 (WEEAST)
4. ワンチャン僕の女神様っ!!! - Instrumental -  [3:46]
5. コトノ華 - Instrumental - [4:06]
6. セレンディピティ - Instrumental - [4:14]

## 初回盤特典
初回盤にはDVDが特典として付属されている。
1. ワンチャン僕の女神様っ!!! -Music Video-
2. ワンチャン僕の女神様っ!!! -Making-